# Иглс Мир (Пенсилванија)
Иглс Мир (енгл. Eagles Mere) град је у америчкој савезној држави Пенсилванија.

## Демографија
По попису из 2010. године број становника је 120, што је 33 (-21,6%) становника мање него 2000. године.
| Група             | 2000.       | 2010.       |
| Белци             | 152 (99,3%) | 118 (98,3%) |
| Афроамериканци    | 0 (0,0%)    | 0 (0,0%)    |
| Азијати           | 1 (0,7%)    | 1 (0,8%)    |
| Хиспаноамериканци | 1 (0,7%)    | 1 (0,8%)    |
| Укупно            | 153         | 120         |